# Donka Mintschewa
Donka Mintschewa (bulgarisch Донка Минчева; * 9. Mai 1973 in Karlowo) ist eine ehemalige bulgarische Gewichtheberin.

## Karriere
Mintschewa gewann bei den Weltmeisterschaften 1991 die Bronzemedaille in der Klasse bis 48 Kilogramm. Auch 1992 wurde sie Dritte. Danach landete sie auf den Plätzen vier bis sechs, bis sie bei den Weltmeisterschaften 1999 mit 192,5 kg den Weltmeistertitel gewinnen konnte. 1994, 1995, 1996, 1998, 1999 und 2000 wurde sie Europameisterin, 1991 wurde sie Zweite und 1997 und 2005 Dritte. 2000 nahm sie an den Olympischen Spielen teil, hatte aber keinen gültigen Versuch. Kurz vor den Olympischen Spielen 2008 wurde sie bei einer Dopingkontrolle positiv auf Metandienon getestet und für vier Jahre gesperrt.